# Racing Murcia City 1913 Fútbol Club
Racing Murcia City 1913 Fútbol Club é um clube de futebol espanhol, sediado na cidade de Torre Pacheco, na Região de Múrcia. Fundado em 2013, disputa atualmente a Tercera División RFEF (quinta divisão espanhola).

## História
Fundado em 1 de setembro de 2013 como DiTT Redmóvil Asociación Deportiva, foi registrado na Federação de Futebol da Região de Múrcia para a temporada 2014–15, disputando a Segunda Autonómica (sétima divisão) e conquistando o acesso em sua estreia no futebol.
Em 2019–20, garante o acesso à Tercera División (quarta divisão nacional) e também garante pela primeira vez a participação na Copa del Rey. Ainda em 2020, passa a ser gerenciado pelo Racing City Group, contando em seu quadro adminstrativo com os ex-jogadores Edwin Congo e Fernando Morientes.
Em novembro do mesmo ano, o Racing anunciou a contratação do zagueiro Joleon Lescott apenas para a disputa do jogo contra o Levante, válido pela Copa del Rey. Porém, o ex-jogador de Manchester City, Everton,  Aston Villa e Seleção Inglesa afirmou no twitter que não havia assinado contrato nenhum com o Racing.
Em janeiro de 2021, foi anunciada a contratação do neerlandês Royston Drenthe, ex-Real Madrid e Feyenoord.

## Estádio
O Racing Murcia utiliza o Estádio Polideportivo Municipal, no distrito de Dolores de Pacheco, que possui capacidade para 3.200 lugares.

## Elenco
- Atualizado até 7 de janeiro de 2021 [5]

Nota: Bandeiras indicam equipe nacional, conforme definido pelas regras de elegibilidade da FIFA. Os jogadores podem ter mais de uma nacionalidade não-FIFA.
| N.º |               | Posição | Jogador                  |
| --- | ------------- | ------- | ------------------------ |
| 1   | Espanha       | G       | Ximo Ballester           |
| 2   | México        | D       | Bryan Salazar            |
| 3   | Espanha       | D       | Mario Martínez           |
| 4   | Espanha       | D       | Urzaiz                   |
| 5   | Espanha       | M       | Monty                    |
| 6   | Países Baixos | M       | Royston Drenthe          |
| 7   | Espanha       | A       | Joaquín Parra            |
| 8   | Espanha       | M       | Manolo                   |
| 9   | Espanha       | A       | Carlos Álvarez (capitão) |
| 10  | Espanha       | M       | Fran Moreno              |
| 11  | Espanha       | A       | Chupi                    |
| 12  | Argentina     | D       | Juan Prefacio            |

| N.º |          | Posição | Jogador              |
| --- | -------- | ------- | -------------------- |
| 13  | Itália   | G       | Lorenzo Leone        |
| 14  | Espanha  | M       | Chema                |
| 16  | Japão    | M       | Yuya Kamon           |
| 17  | Espanha  | A       | Pekes                |
| 18  | Espanha  | M       | Cristo Martín        |
| 19  | Espanha  | A       | Nico Carrasco        |
| 20  | Espanha  | A       | Nico González        |
| 21  | Espanha  | D       | Sergi Valls          |
| 22  | Espanha  | D       | Juanjo García        |
| 23  | Colômbia | D       | Juan Sebastián Marín |
| 26  | Albânia  | D       | Jurgen Nikolli       |
| 29  | Líbano   | M       | Joseph Khalife       |

## Títulos
- Segunda Autonómica da Região de Múrcia: 1 (2014–15/, como DiTT Redmóvil)
- Preferente Regional: 1 (2019–20)

## Links
- Site oficial (em castelhano)